# Lauge Koch

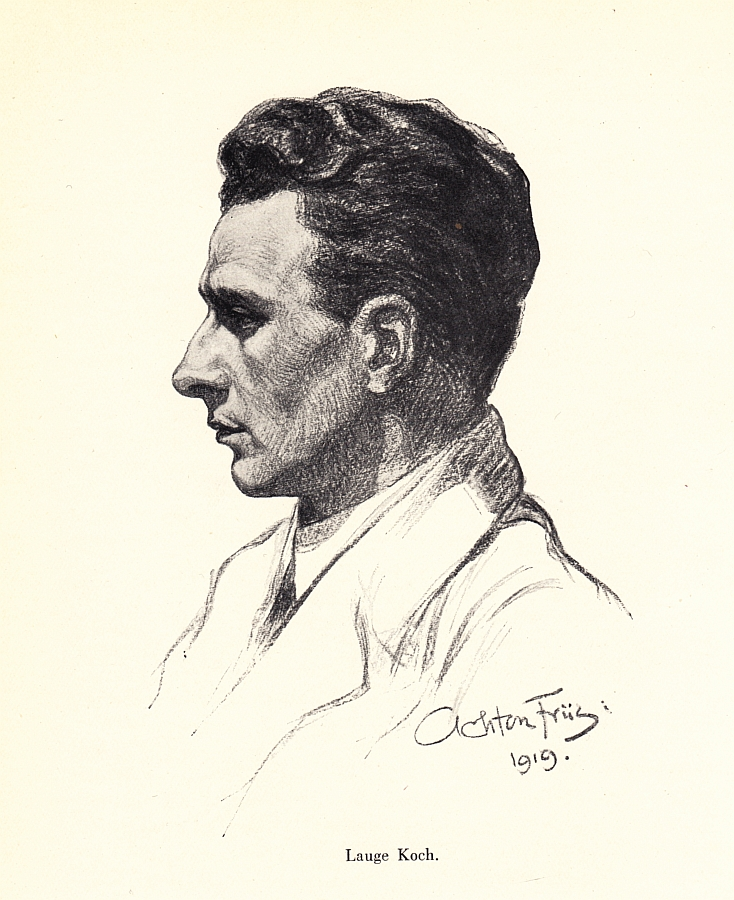
Lauge Koch in 1919

Lauge Koch (Kærby bij Kalundborg, 30 juli 1892 – Kopenhagen, 5 juni 1964) was een Deense geoloog, poolonderzoeker en hoogleraar. Hij gaf leiding aan een groot aantal expedities naar Groenland.
Koch vergezelde Knud Rasmussen op diens Thule-expeditie (1916-1918) als geoloog en cartograaf. Tijdens een opmerkelijke expeditie naar Noord-Groenland (1920-1923) voltooide hij het in kaart brengen van de volledige kust van Groenland. Daarbij schetste hij als eerste een geologisch beeld van het gebied. Sindsdien verbleef Koch vrijwel permanent op Groenland, als leider van Deense expedities. In 1938 toonde hij met luchtfoto's aan dat het langgezochte 'Pearykanaal' niets anders was dan een fjord.
Voor zijn wetenschappelijke verdiensten ontving hij onder andere eredoctoraten van de Universiteit van Bazel en van de Canadese McGill University. Zijn werk leverde meer dan 200 publicaties op met een gezamenlijke omvang van ca. 22.000 pagina's.
- Bibliothèque nationale de France: cb12490885d (data)
- Gemeinsame Normdatei: 119146223
- International Standard Name Identifier: 0000 0000 4755 8854
- Library of Congress Control Number: n99051836
- Nationale Bibliotheek van Tsjechië: mzk20201088450
- Nationale Bibliotheek van Israël: 987007293126205171
- Nederlandse Thesaurus van Auteursnamen: 07422252X
- SNAC: w6xh3bgx
- Système universitaire de documentation: 034118586
- Virtual International Authority File: 74656799
- WorldCat: E39PBJhCyCXwbqC3XdYMWjXmVC